# Sound of…
Sound of… es un sondeo anual de la compañía británica BBC; realizada por críticos y figuras de la industria de la música cuyo objetivo es encontrar los artistas nuevos más promisorio. Se llevó a cabo por primera vez 2003 por la  página web de la BBC News. Cada diciembre se revela la larga lista de nominados y en enero se publica el nombre del ganador y los finalistas.

## Ganadores

### 2003-2009
| Encuesta anual | Ganador            | Segundo                  | Tercero                  | Cuarto            | Quinto        | Sexto           | Séptimo                         | Octavo            | Noveno      | Décimo            |
| -------------- | ------------------ | ------------------------ | ------------------------ | ----------------- | ------------- | --------------- | ------------------------------- | ----------------- | ----------- | ----------------- |
| Sound of 2003  | 50 Cent            | Electric Six             | Yeah Yeah Yeahs          | The Thrills       | Dizzee Rascal | Interpol        | Audio Bullys                    | Mario             | The Datsuns | Sean Paul         |
| Sound of 2004  | Keane              | Franz Ferdinand          | Wiley                    | Razorlight        | Joss Stone    | McFly           | Scissor Sisters                 | The Ordinary Boys | Tali        | Gemma Fox         |
| Sound of 2005  | The Bravery        | Bloc Party               | Kano                     | Game              | Kaiser Chiefs | KT Tunstall     | The Dead 60s                    | The Dears         | Tom Vek     | The Magic Numbers |
| Sound of 2006  | Corinne Bailey Rae | Clap Your Hands Say Yeah | The Feeling              | Plan B            | Guillemots    | Sway            | Chris Brown                     | Marcos Hernández  | Kubb        | The Automatic     |
| Sound of 2007  | Mika               | The Twang                | Klaxons                  | Sadie Ama         | Enter Shikari | Air Traffic     | Cold War Kids                   | Just Jack         | Ghosts      | The Rumble Strips |
| Sound of 2008  | Adele              | Duffy                    | The Ting Tings           | Glasvegas         | Foals         | Vampire Weekend | Joe Lean and the Jing Jang Jong | Black Kids        | MGMT        | Santigold         |
| Sound of 2009  | Little Boots       | White Lies               | Florence and the Machine | Empire of the Sun | La Roux       | Lady Gaga       | VV Brown                        | Kid Cudi          | Passion Pit | Dan Black         |

### 2010-2019
| Encuesta anual | Ganador          | Segundo                 | Tercero       | Cuarto      | Quinto          | Otros nominados |
| -------------- | ---------------- | ----------------------- | ------------- | ----------- | --------------- | --- |
| Sound of 2010  | Ellie Goulding   | Marina and the Diamonds | Delphic       | Hurts       | The Drums       | Daisy Dares You, Devlin, Everything Everything, Giggs, Gold Panda, Joy Orbison, Owl City, Rox, Stornoway, Two Door Cinema Club      |
| Sound of 2011  | Jessie J         | James Blake             | The Vaccines  | Jamie Woon  | Clare Maguire   | Anna Calvi, Daley, Esben and the Witch, Jai Paul, Mona, The Naked and Famous, Warpaint, Wretch 32, Yuck, Nero                       |
| Sound of 2012  | Michael Kiwanuka | Frank Ocean             | Azealia Banks | Skrillex    | Niki & The Dove | ASAP Rocky, Dot Rotten, Dry the River, Flux Pavilion, Friends, Jamie N Commons, Lianne La Havas, Ren Harvieu, Spector, Stooshe      |
| Sound of 2013  | Haim             | AlunaGeorge             | Angel Haze    | Laura Mvula | Chvrches        | A*M*E, Arlissa, King Krule, Kodaline, Little Green Cars, Palma Violets, Peace, Savages, The Weeknd, Tom Odell                       |
| Sound of 2014  | Sam Smith        | Ella Eyre               | Banks         | Sampha      | George Ezra     | Chance The Rapper, Chlöe Howl, FKA twigs, Jungle, Kelela, Luke Sital-Singh, MNEK, Nick Mulvey, Royal Blood, Say Lou Lou             |
| Sound of 2015  | Years & Years    | James Bay               | Stormzy       | Raury       | George the Poet | Kwabs, Låpsley, Novelist, Rae Morris, Shamir, Shura, Slaves, SOAK, Sunset Sons, Wolf Alice                                          |
| Sound of 2016  | Jack Garratt     | Alessia Cara            | Nao           | Blossoms    | WSTRN           | Billie Marten, Dua Lipa, Frances, Izzy Bizu, J Hus, Loyle Carner, Mabel, Rat Boy, Section Boyz                                      |
| Sound of 2017  | Ray BLK          | Rag'n'Bone Man          | Raye          | Jorja Smith | Nadia Rose      | AJ Tracey, Anderson .Paak, Cabbage, Dave, Declan McKenna, Maggie Rogers, Stefflon Don, The Amazons, The Japanese House, Tom Grennan |
| Sound of 2018  | Sigrid           | Rex Orange County       | IAMDDB        | Khalid      | Pale Waves      | Alma, Billie Eilish, Jade Bird, Lewis Capaldi, Nilüfer Yanya, Not3s, Sam Fender, Superorganism, Tom Walker, Yaeji, Yxng Bane        |
| Sound of 2019  | Octavian         | King Princess           | Grace Carter  | slowthai    | Rosalía         | Dermot Kennedy, Ella Mai, FLOHIO, Mahalia, Sea Girls                                                                                |

### 2020
| Encuesta anual | Ganador | Segundo   | Tercero  | Cuarto      | Quinto  | Otros nominados                                 |
| -------------- | ------- | --------- | -------- | ----------- | ------- | ----------------------------------------------- |
| Sound of 2020  | Celeste | Easy Life | Yungblud | Joy Crookes | Inhaler | Arlo Parks, beabadoobee, Georgia, Joesef, Squid |